# Мисс Россия 2017
Мисс Россия 2017 — 25-й ежегодный конкурс красоты Мисс Россия, финал которого состоялся 15 апреля 2017 года в концертном зале «Барвиха Luxury Village». В финале конкурса приняли участие 50 участниц из разных регионов России. Победительницей конкурса стала 21-летняя представительница Екатеринбурга — Полина Попова.

## Результаты
| Итоговое место   | Участница |
| ---------------- | --- |
| Мисс Россия 2017 | - Екатеринбург — Полина Попова |
| 1 Вице-Мисс      | - Москва — Ксения Александрова |
| 2 Вице-Мисс      | - Башкортостан — Альбина Ахтямова |
| Топ 10           | - Якутия — Анжелика Назарова - Белгород — Мария Морозова - Челябинск — Анна Хлызова - Калуга — Мария Богомазова - Краснодарский край — Анастасия Якушева - Московская область — Ольга Николаева - Владивосток — Лия Селиванова |
| Топ 20           | - Чувашия — Анна Антонова - Екатеринбург — Елизавета Аниховская - Можайск — Анастасия Гевко - Новосибирск — Лидия Молодцова - Орск — Маргарита Хохлова - Санкт-Петербург — Алеся Семеренко - Сахалинская область — Ксения Азарова - Сергиев Посад — Лина Добророднова - Татарстан — Зульфия Шарафеева - Вологда — Елизавета Токарева |

## Участницы
| Номер | Город                | Имя                    | Возраст |
| ----- | -------------------- | ---------------------- | ------- |
| 1     | Берёзовский          | Елизавета Савичева     | 20      |
| 2     | Челябинск            | Анна Хлызова           | 19      |
| 3     | Тюмень               | Роя Байрамова          | 22      |
| 4     | Чита                 | Екатерина Горковенко   | 22      |
| 5     | Калмыкия             | Даяна Костикова        | 19      |
| 6     | Владивосток          | Лия Селиванова         | 22      |
| 7     | Чувашия              | Анна Антонова          | 19      |
| 8     | Екатеринбург         | Елизавета Аниховская   | 19      |
| 9     | Бурятия              | Анастасия Даниленко    | 22      |
| 10    | Хабаровск            | Ксения Новачук         | 22      |
| 11    | Тверская область     | Александра Сельц       | 18      |
| 12    | Орск                 | Маргарита Хохлова      | 21      |
| 13    | Волгодонск           | Татьяна Фролова        | 20      |
| 14    | Новороссийск         | Виктория Косенко       | 20      |
| 15    | Иркутск              | Ольга Портнова         | 21      |
| 16    | Жуковский            | Мари Евдокимова        | 23      |
| 17    | Татарстан            | Зульфия Шарафеева      | 22      |
| 18    | Саратов              | Анастасия Аммосова     | 18      |
| 19    | Белгород             | Мария Мороза           | 19      |
| 20    | Удмуртия             | Юлия Ермолина          | 21      |
| 21    | Калуга               | Мария Богомазова       | 21      |
| 22    | Приморский край      | Анастасия Александрова | 23      |
| 23    | Новосибирск          | Лидия Молодцова        | 20      |
| 24    | Башкортостан         | Альбина Ахтямова       | 22      |
| 25    | Сергиев Посад        | Лина Добророднова      | 18      |
| 26    | Анапа                | Анастасия Толстая      | 21      |
| 27    | Сахалинская область  | Ксения Азарова         | 23      |
| 28    | Новочебоксарск       | Кристина Андреева      | 23      |
| 29    | Красноярский край    | Анастасия Якушева      | 19      |
| 30    | Вологда              | Елизавета Токарева     | 20      |
| 31    | Симферополь          | Евгения Покровская     | 20      |
| 32    | Якутия               | Анжелика Назарова      | 21      |
| 33    | Свердловская область | Полина Попова          | 21      |
| 34    | Бахчисарай           | Виктория Забияко       | 20      |
| 35    | Можайск              | Анастасия Гевко        | 21      |
| 36    | Люберцы              | Наталья Грищенко       | 21      |
| 37    | Новокузнецк          | Надежда Прокофьева     | 21      |
| 38    | Рязань               | Мария Кузина           | 21      |
| 39    | Республика Крым      | Евгения Шестерикова    | 19      |
| 40    | Сыктывкар            | Любовь Варпиотас       | 21      |
| 41    | Казань               | Камиля Харисова        | 20      |
| 42    | Москва               | Ксения Александрова    | 22      |
| 43    | Санкт-Петербург      | Алеся Семеренко        | 22      |
| 44    | Белебей              | Мария Машкова          | 22      |
| 45    | Самара               | Ксения Яшкина          | 20      |
| 46    | Чебоксары            | Анастасия Рыжкова      | 20      |
| 47    | Московская область   | Ольга Николаева        | 18      |
| 48    | Тверь                | Анастасия Козлова      | 19      |
| 49    | Тамбов               | Вероника Емельянова    | 20      |
| 50    | Великий Новгород     | Алеся Шофман           | 18      |

## Судьи
- Ляйсан Утяшева — Телеведущая и бывшая гимнастка[4]
- Джонатан Беккер — фотограф[4]
- София Никитчук — актриса и Мисс Россия 2015[4]
- Аркадий Новиков — Ресторатор[4]
- Оксана Фёдорова — Мисс Россия 2001 и Мисс Вселенная 2002[4]
- Ксения Сухинова — Мисс Россия 2007 и Мисс мира 2008[4]